# 상어를 뛰다
"상어를 뛰다"(jumping the shark)는 창작물이나 창작자가 본질을 소모해 원래 목적을 과장하거나 취지에 부합한 소재를 이용하는 행위를 가리키는 영어 관용구이다. 이는 1985년 라디오 진행자 존 헤인이 미국 시트콤 《해피 데이스》에서 등장인물 폰지(헨리 윙클러 역)가 수상스키를 타고 살아있는 상어를 뛰어넘는 1977년 방영편에 대해 거론한 일화에서 탄생했다.

## 역사

### 유래
1985년, 존 헤인과 신 콘놀리가 방송사 ABC의 시트콤 《해피 데이스》 중 1977년 9월 20일에 방영됐던 시즌 5 에피소드 3 "할리우드: 파트 3"에 대해 토론하면서 관용구를 만들었다. 해당 편에서 《해피 데이스》 주연들이 로스앤젤레스를 방문하는데, 등장인물 폰지(헨리 윙클러 역)가 용기를 증명하기 위해 자신의 상징적인 가죽자킷과 수영복을 같이 입고 물 속 우리에 갇힌 상어 위를 수상스키를 통해 뛰어넘는다. 해당 에피소드는 배우 윙클러의 실제 수상스키 실력을 시트콤에 응용한 각본을 사용했다.
1997년, 존 헤인은 웹사이트 JumpTheShark.com을 만들면서 200종에 가까운 텔레비전 드라마가 실린 목록을 생성했는데, 각 프로그램마다 '상어를 뛰어넘은' 순간과 그 이유를 담은 주장문을 작성했다. 이 웹사이트가 인기를 끌면서 이후 이용자가 제출한 예시들도 실었다. 헤인은 웹사이트 운영사 점프 더 샤크를 2006년 1백만 달러 이상에 매각했다.